# Girls' Generation-TTS
Girls' Generation-TTS (também conhecido como TaeTiSeo), é o primeiro subgrupo oficial do girl group sul-coreano Girls' Generation, formado pela SM Entertainment em 2012. É composto por três integrantes do Girls' Generation: Taeyeon, Tiffany e Seohyun,

## História
Um comunicado oficial da SM Entertainment em relação ao grupo afirmou que a intenção da subunidade era de "chamar a atenção dos fãs com todos os aspectos da música, performance e estilos de moda". Também sugere a possibilidade da formação de futuras subunidades compostas por outras integrantes, "mudando as integrantes da unidade de acordo com a música e o conceito de cada novo álbum da subunidade".
Presumiu-se que as três integrantes foram escolhidas não só por seus vocais fortes, mas também por serem apresentadoras do programa de TV musical Show! Music Core, da MBC.

### 2012: Estreia do grupo eTwinkle
Uma imagem promocional mostra as três garotas maquiadas e com cores vibrantes, foi lançada juntamente com o anúncio da unidade, acompanhado de seu primeiro mini-álbum, Twinkle, que foi lançado em 2 de maio de 2012, mas teve seu lançamento digital em 29 de abril. Com Twinkle, Girls' Generation-TTS conseguiu ser o primeiro sub-grupo a ter um "triple crown", tendo No. 1 por três semanas consecutivas. O sub-unit também teve o maior peak de um artista coreano no iTunes US e nos charts da Billboard (recorde já quebrado).

### 2014:Hollere "The TaeTiSeo"
Em 2014, foi anunciado o comeback da sub-unit, previsto para o mês de setembro. Em 13 de setembro, foi lançada a prévia da canção "Whisper", parte do mini-álbum "Holler" que ia ser lançado ainda na mesma semana. A canção alcançou o #1 em vários charts e atingiu o status de "all-kill". "Holler" foi lançado digitalmente em 16 de Setembro e fisicamente em 18 de setembro. Após o lançamento do álbum, a faixa-título, "Holler", também liderou oito paradas de música on-line nacionais e foi classificada como número 1 no álbum chart global e em outros nove gráficos de diversos países também. O videoclipe de "Holler" foi então, revelado no canal do YouTube da SM Entertainment em 17 de setembro. Após o lançamento, a sub-unit começou suas atividades promocionais em vários shows de música sul-coreanos. As músicas do novo álbum são: Holler, Adrenaline, Whisper, Stay, Only U e Eyes. 
No dia 25 de agosto de 2014, elas estrelaram o seu próprio reality show chamado “The TaeTiSeo”. O reality show começou a ser transmitido na OnStyle, no qual recentemente concluiu a transmissão de “Jessica&Krystal”. No reality é esperado focar na maquiagem, moda, alimentação e o dia-a-dia das integrantes.
Recentemente, foi revelado que o reality show de TaeTiSeo terá mais um episódio (7 ao todo). O episódio final será um episódio diferente dos 6 primeiros, eles decidiram ter mais um episódio pois a audiência e a popularidade estavam excelentes.

### 2015–17:Dear Santae saída de Tiffany e Seohyun da SM
Em 23 de novembro, a SM Entertainment anunciou o retorno do grupo, com um álbum para celebrar o inverno. Em 24 de novembro, as integrantes revelaram um teaser do video musical oficial. O grupo está planejando em lançar o mini-álbum "Dear Santa" em 4 de dezembro, com performances marcadas no mesmo dia, e em 5 e 6 de dezembro.
Em 30 de novembro, foi revelado que TaeTiSeo e EXO iam doar uma parte de seus lucros obtidos da vendagem de seus álbuns de natal para uma instituição de caridade chamada Smile for U, uma campanha feita entre a SM Entertainment e a UNICEF.
Em 9 de outubro de 2017, a S.M. Entertainment anunciou oficialmente que Tiffany e Seohyun não haviam renovado seu contrato com a mesma, porém Seohyun e Tiffany ainda continuam no grupo.

## Integrantes

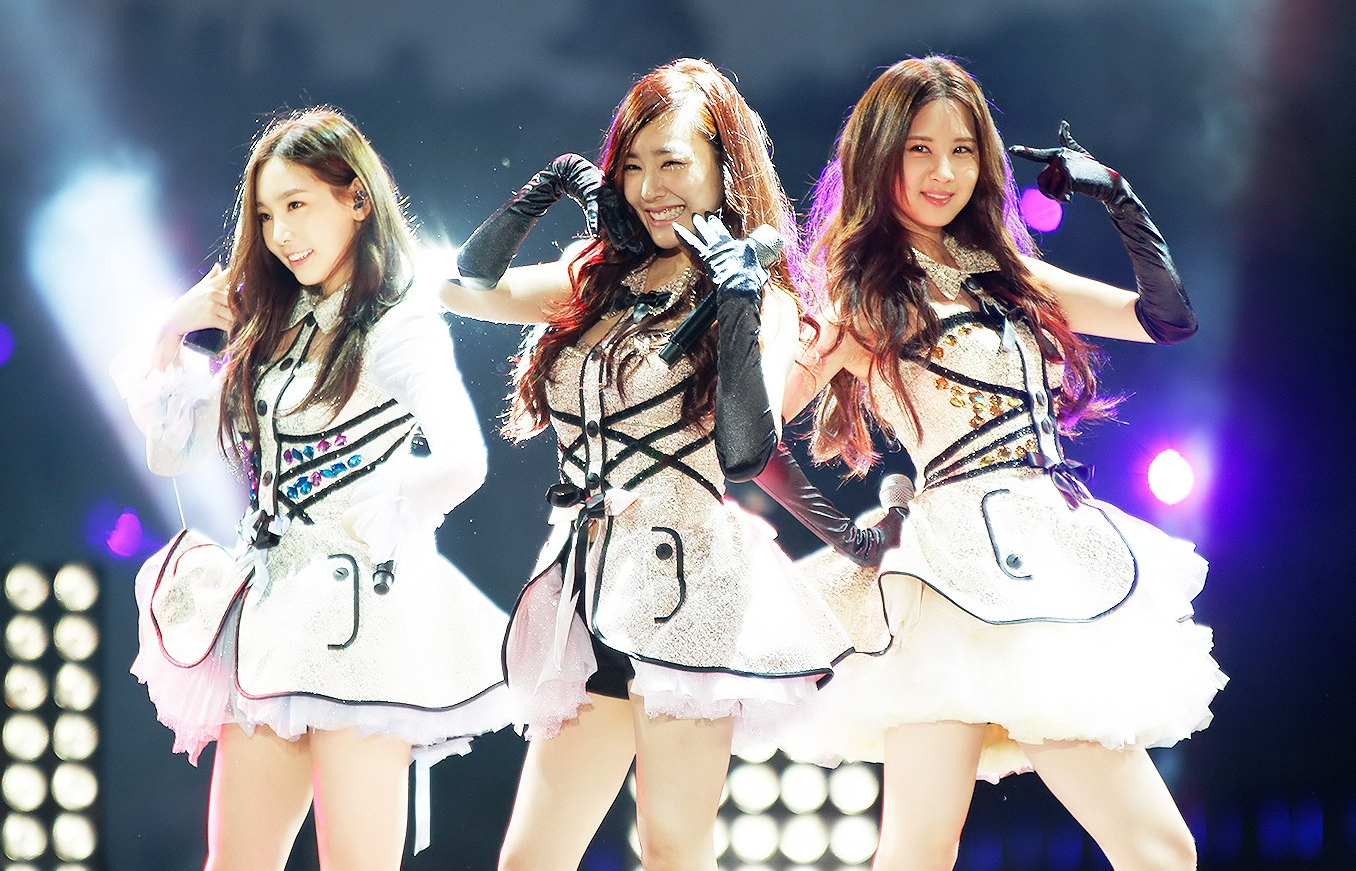
TaeTiSeo no Suncheon Bay Garden Expo International K-POP Concert 2013

- Taeyeon (em coreano:  태연), nascida Kim Taeyeon (em coreano:  김태연) em Jeonju, Jeolla do Norte, em 9 de março de 1989 (36 anos).
- Tiffany  (em coreano:  티파니), nascida Stephanie Hwang em São Francisco, Califórnia em 1 de agosto de 1989 (35 anos). Seu nome coreano é Hwang Miyoung (em coreano:  황미영).
- Seohyun (em coreano:  서현), nascida Seo Joohyun (em coreano:  서주현) em Guro-dong em 28 de junho de 1991 (33 anos). É Líder do TTS.

## Discografia

### Extended plays (EPs)
- 2012: Twinkle
- 2014: Holler
- 2015: Dear Santa

## Conquistas

### Prêmios e indicações
| Ano  | Prêmio                   | Categoria                    | Trabalho nomeado | Resultado |
| ---- | ------------------------ | ---------------------------- | ---------------- | --------- |
| 2012 | Mnet 20's Choice Awards  | 20's Trendy Music            | TaeTiSeo         | Venceu    |
| 2012 | Mnet Asian Music Awards  | Artist of the Year           | TaeTiSeo         | Indicado  |
| 2012 | Mnet Asian Music Awards  | Best Female Group            | TaeTiSeo         | Indicado  |
| 2012 | Mnet Asian Music Awards  | Best Global Group            | TaeTiSeo         | Indicado  |
| 2012 | MelOn Music Awards       | Top 10 Artist                | "Twinkle"        | Indicado  |
| 2012 | SBS MTV Best of the Best | Artist of the Year'          | TaeTiSeo         | Indicado  |
| 2012 | SBS MTV Best of the Best | Best Global                  | TaeTiSeo         | Indicado  |
| 2012 | Gaon Chart K-Pop Awards  | Album of the Year            | "Twinkle"        | Indicado  |
| 2012 | Gaon Chart K-Pop Awards  | Song of the Year             | "Twinkle"        | Venceu    |
| 2013 | Golden Disk Awards       | Digital Daesang              | "Twinkle"        | Indicado  |
| 2013 | Golden Disk Awards       | Disk Daesang                 | "Twinkle"        | Indicado  |
| 2013 | Golden Disk Awards       | Popularity Award             | TaeTiSeo         | Indicado  |
| 2013 | Seoul Music Awards       | Bonsang Award                | "Twinkle"        | Indicado  |
| 2013 | Seoul Music Awards       | Popularity Award             | "Twinkle"        | Indicado  |
| 2014 | 7th Style Icon Awards    | Top 10 Style Icons           | TaeTiSeo         | Venceu    |
| 2014 | Mnet Asian Music Awards  | Youku-Tudou Best Music Video | "Holler"         | Indicado  |
| 2014 | Mnet Asian Music Awards  | K-Pop Fan's Choice – Female  | TaeTiSeo         | Venceu    |
| 2014 | Seoul Music Awards       | Bonsang Award                | "Holler"         | Venceu    |
| 2015 | Golden Disk Awards       | Disk Bonsang                 | "Holler"         | Venceu    |

### Programas musicais

#### Inkigayo
| Ano  | Data           | Canção    |
| ---- | -------------- | --------- |
| 2012 | 13 de maio     | "Twinkle" |
| 2012 | 20 de maio     | "Twinkle" |
| 2012 | 27 de maio     | "Twinkle" |
| 2014 | 28 de setembro | "Holler"  |

#### M! Countdown
| Ano  | Data           | Canção    |
| ---- | -------------- | --------- |
| 2012 | 10 de maio     | "Twinkle" |
| 2012 | 17 de maio     | "Twinkle" |
| 2012 | 24 de maio     | "Twinkle" |
| 2014 | 25 de setembro | "Holler"  |
| 2014 | 2 de outubro   | "Holler"  |

#### Music Bank
| Ano  | Data         | Canção    |
| ---- | ------------ | --------- |
| 2012 | 11 de maio   | "Twinkle" |
| 2012 | 18 de maio   | "Twinkle" |
| 2012 | 25 de maio   | "Twinkle" |
| 2014 | 3 de outubro | "Holler"  |

#### Show! Music Core
| Ano  | Data          | Canção   |
| ---- | ------------- | -------- |
| 2014 | 11 de outubro | "Holler" |

#### Show Champion
| Ano  | Data       | Canção    |
| ---- | ---------- | --------- |
| 2012 | 8 de maio  | "Twinkle" |
| 2012 | 15 de maio | "Twinkle" |
| 2012 | 22 de maio | "Twinkle" |